# Coll de Pruna

El Coll de Pruna, respecte de Granera

El Coll de Pruna és una collada situada a 943,2 m d'altitud, a cavall dels termes municipals de Granera i de Castellterçol, a la comarca del Moianès, i Gallifa, de la comarca del Vallès Occidental.
Està situat a l'extrem sud-oriental del terme municipal, a prop del límit dels dos termes municipals esmentats. És en el vessant nord del Serrat de les Pedres, a prop i a llevant del Coll dels Bardissars.